# Рубен Віталій Петрович
Віталій Петрович Рубен (Рубеніс) (26 лютого 1914 , Москва  — 2 січня 1994 , Москва ) — латвійський радянський діяч, голова Ради міністрів Латвійської РСР, голова Президії Верховної Ради Латвійської РСР. Кандидат у члени ЦК КПРС у квітні 1966 — лютому 1976, член ЦК КПРС у лютому 1976 — лютому 1986 року. Член ЦК КП Латвії, член Бюро ЦК КП Латвії. Депутат Верховної Ради Латвійської РСР. Депутат Верховної ради СРСР 6-11-го скликань. Заступник голови Президії Верховної ради СРСР (1970—1976), голова Ради Національностей Верховної ради СРСР (1974—1984).

## Біографія
Народився в родині службовця. У 1933 році закінчив Іловенський технікум лугового насінництва.
У 1934—1937 роках — дільничний агроном Рибінського районного земельного відділу. У 1937—1941 роках — учитель, завідувач навчальної частини Аксьоновської неповної середньої школи Рибінського району Ярославської області.
Член ВКП(б) з 1939 року.
З 1941 року працював пропагандистом Рибінського районного комітету ВКП(б). У 1942—1943 роках — редактор Рибінської районної газети «Стахановский труд» Ярославської області. У 1943—1944 роках — інструктор Орловського обласного комітету ВКП(б), завідувач відділу Свердловського районного комітету ВКП(б) Орловської області.
У 1944—1947 роках — інструктор, помічник секретаря, відповідальний організатор ЦК КП(б) Латвії.
У 1947—1948 роках — 2-й секретар Даугавпілського повітового комітету КП(б) Латвії.
У 1948—1951 роках — слухач Вищої партійної школи при ЦК ВКП(б) у Москві.
У 1952—1953 роках — заступник голови Ради у справах колгоспів при Раді Міністрів СРСР по Латвійській РСР. У 1954—1955 роках — заступник уповноваженого Міністерства заготівель СРСР по Латвійській РСР.
У 1956—1958 роках — відповідальний організатор, заступник завідувача сільськогосподарського відділу ЦК КП Латвії. У 1958—1960 роках — начальник відділу сільського господарства і заготівель Державної планової комісії Латвійської РСР. У 1960—1961 роках — завідувач сільськогосподарського відділу ЦК КП Латвії.
28 березня 1961 — 23 квітня 1962 року — заступник голови Ради міністрів Латвійської РСР.
23 квітня 1962 — 5 травня 1970 року — голова Ради міністрів Латвійської РСР.
5 травня 1970 — 20 серпня 1974 року — голова Президії Верховної Ради Латвійської РСР.
У липні 1974 — квітні 1984 року — голова Ради Національностей Верховної Ради СРСР.
З 1984 року — на пенсії.
Помер 2 січня 1994 року. Похований на Троєкуровському цвинтарі Москви.

## Нагороди
- три ордени Леніна (25.02.1964)
- орден Жовтневої Революції
- орден Трудового Червоного Прапора (1984)
- орден «Знак Пошани»
- ордени
- медалі
- Заслужений діяч культури Латвійської РСР (25.02.1974)